# 全国調査業協同組合
全国調査業協同組合（ぜんこくちょうさぎょうきょうどうくみあい、略称:全調協組合）は、中小企業等協同組合法に基づく、事業協同組合である。

## 主な活動
1. 調査探偵興信所業務の相談及び調査
2. 教育研修会の開催
3. 広報誌・会報(NCIA Press)の定期発行

社会貢献活動
1. 調査無料相談所の定期的開設
2. 苦情処理の円満解決への仲介
3. 警察署及び消費者センター等への協力
4. 盗難車両、盗難カードの発見通報活動
5. 防犯、危機管理に関する講演、相談活動

所有している商標
【商標登録番号】 第4844328号
【商標】 全国調査業協同組合
【商品及び役務の区分並びに指定商品又は指定役務】 
36 企業の信用に関する調査
45 個人の身元または行動に関する調査
【商標登録番号】 第4844329号
【商標（検索用）】 全調協
【商品及び役務の区分並びに指定商品又は指定役務】 
36 企業の信用に関する調査
45 個人の身元または行動に関する調査